# Genauni

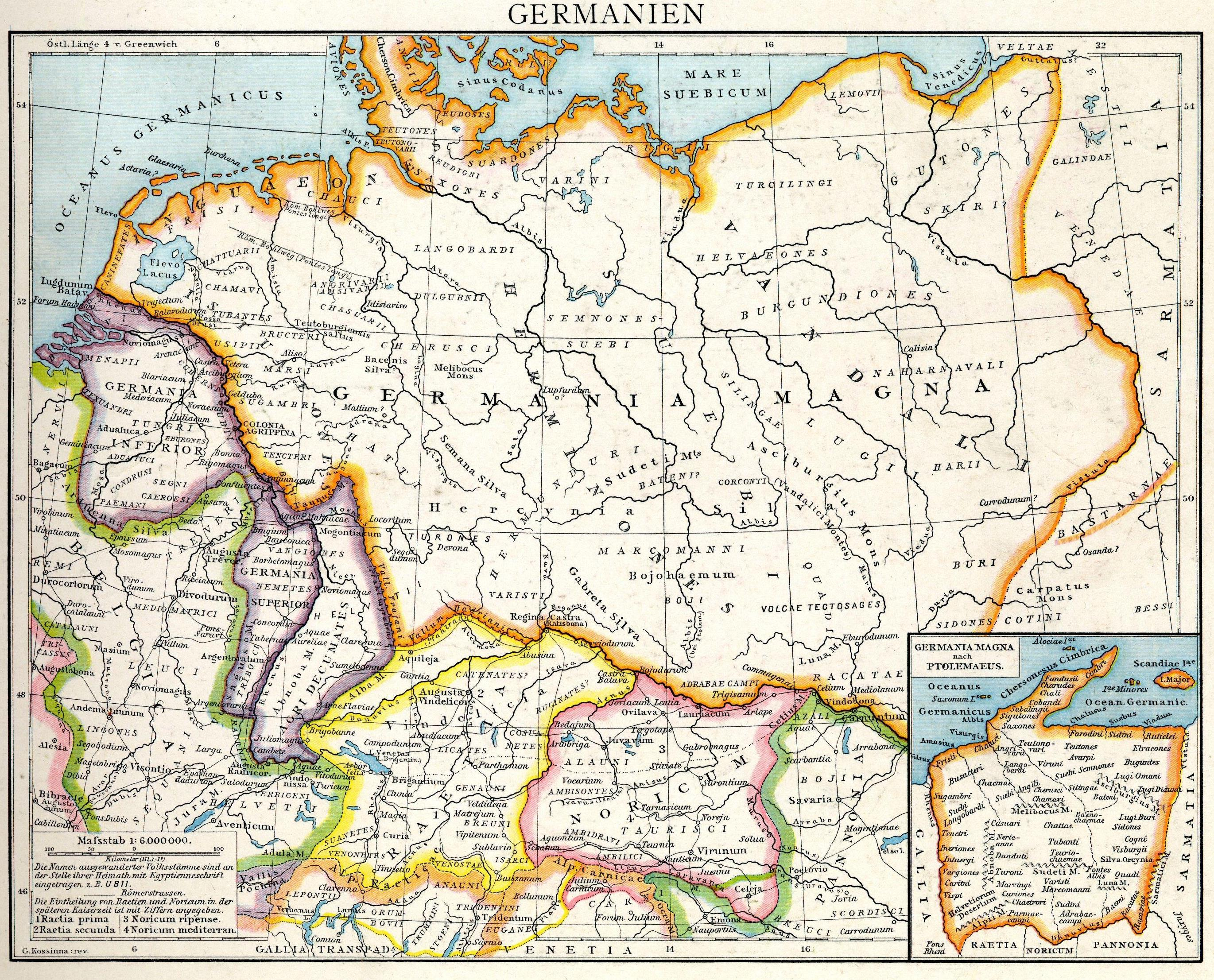
I Genauni posizionati nell'area sud-orientale della Retia (in giallo), secondo la carta storica del 1886 disegnata da Johann Gustav Droysen.

I Genauni erano un antico popolo alpino.
Si è ancora incerti sulla localizzazione di questo popolo: prima della scoperta della Tabula Clesiana (1869) essi venivano posizionati nella Val di Non, venendo quindi a coincidere con gli Anauni; secondo altri avrebbero dovuto risiedere nell'angusta Val di Genova.
Lo storico greco Strabone (63/64 a.C. – 24 d.C. circa) sosteneva che i Genauni facessero parte dei popoli illirici e assieme ai Breuni:
(Strabone, Geografia, IV, 6.8)
I Genaunes vennero sottomessi a Roma nel contesto delle campagne di conquista di Augusto di Rezia e arco alpino, condotte dai suoi generali Druso maggiore e Tiberio (il futuro imperatore) contro i popoli alpini tra il 16 e il 15 a.C.
Il poeta latino Orazio (65 a.C. – 8 a.C.) li citò nel quarto libro delle sue Odi:
Drusus Genaunos, inplacidum genus,

Breunosque velocis et arcis

Alpibus inpositas tremendis
deiecit acer plus vice simplici;

maior Neronum mox grave proelium

conmisit immanisque Raetos

auspiciis pepulit secundis,»
(Quinto Orazio Flacco, Odi, IV, 14)
Il nome dei Genauni è ricordato in settima posizione nel Trofeo delle Alpi ("Tropaeum Alpium"), monumento romano eretto nel 7-6 a.C. per celebrare la sottomissione delle popolazioni alpine e situato presso la città francese di La Turbie:
(Trofeo delle Alpi, Iscrizione frontale)

### Fonti primarie
- Trofeo delle Alpi